# Royans
Pour les articles homonymes, voir Royan (homonymie).
Le Royans est une petite région naturelle située entre le pied du Vercors et la rive gauche de l'Isère. Il se partage entre les territoires du département de la Drôme et de celui de l'Isère. Dès lors, on peut évoquer le Royans-Drôme et le Royans-Isère.
Selon l'ouvrage Vercors safari-patrimoine qui décrit les différentes parties du Vercors, le territoire du Royans, situé dans la Drôme et dans l'Isère, se présente sous la forme d'un ancien golfe débouchant sur les vallées de l'Isère et du Rhône. Protégée des vents par les montagnes, notamment par le Vercors septentrional et occidental, cette petite région jouit d'un climat bien ensoleillé sans être sec. La principale rivière de ce territoire est la Bourne qui recueille essentiellement les eaux s'écoulant du massif du Vercors. Entouré par de nombreuses forêts, le Royans a accueilli de nombreuses scieries et des métiers liés à l'artisanat du bois. De ces ateliers du début de l'ère industrielle, il reste encore aujourd'hui l'activité artisanale des cuillères du Royans pour maintenir la tradition. Patrie des ravioles du Royans, spécialité culinaire locale, le territoire a connu également sa ligne de tramway qui reliait Romans à Pont-en-Royans et qui a été remplacée, de nos jours, par une ligne d'autocar.
Il existait une structure intercommunale française, située dans le département de la Drôme dénommée « Communauté de communes Le Pays du Royans » et dont le siège était situé à Saint-Jean-en-Royans. Depuis le 1er janvier 2017, elle a fusionné avec la Communauté de communes du Vercors pour devenir  Communauté de communes du Royans - Vercors.
Le Royans est traversé par le 45e parallèle nord qui marque les points situés à mi-chemin entre l'équateur et le pôle Nord en termes de latitude.

## Géographie

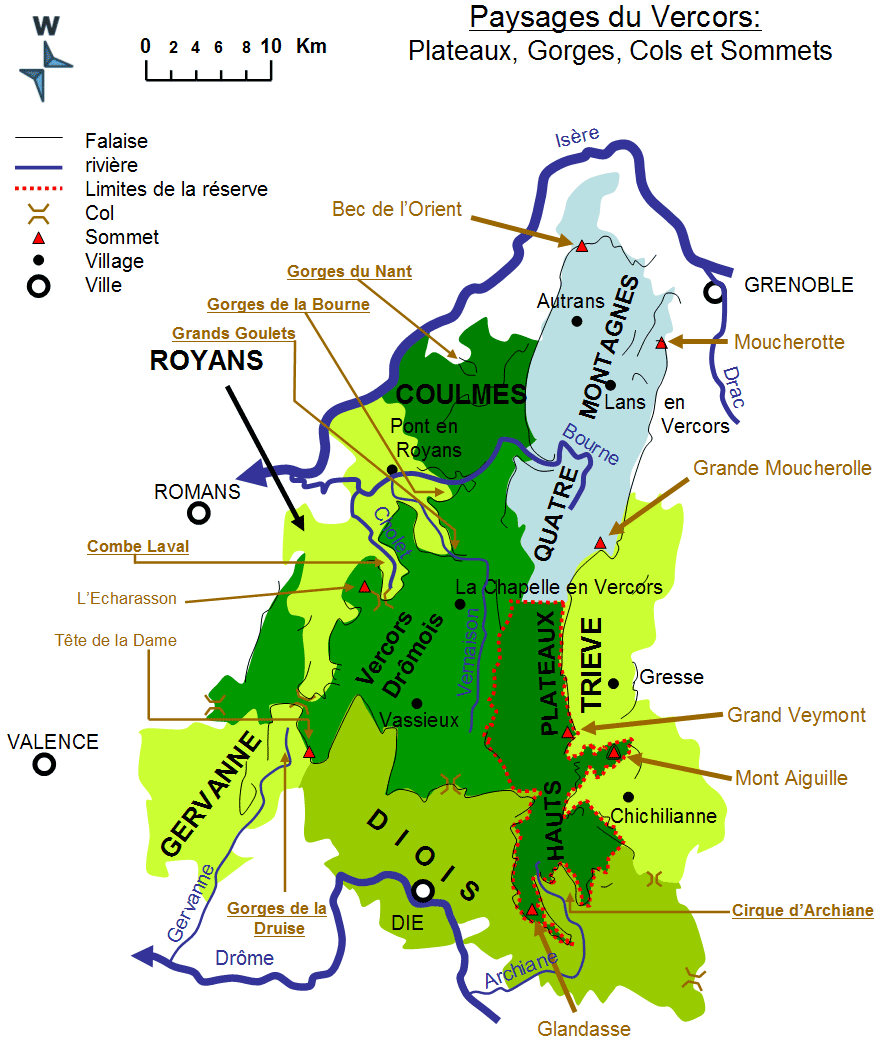
Situation du territoire du Royans dans le parc naturel régional du Vercors.

Depuis la Révolution française et la création des départements français, le Royans est partagé entre les départements de l'Isère, au nord de la Bourne, et de la Drôme au sud de celle-ci et son territoire s'inscrit dans deux communautés de communes voisines situées dans ces deux départements. Divers projets régionaux tentent de surmonter la division administrative, fluctuante au fil des époques, et ne répondant pas à la réalité humaine et économique.
Situées dans sa partie occidentale du massif, les communes du territoire du Royans appartiennent, pour la plupart, au Parc naturel régional du Vercors. Celui-ci créé en 1970 couvre une superficie de 206 000 hectares .

Les deux communautés de communes du Royans
CC du pays du Royans
CC du pays de la Bourne à l'Isère

### Géologie et relief

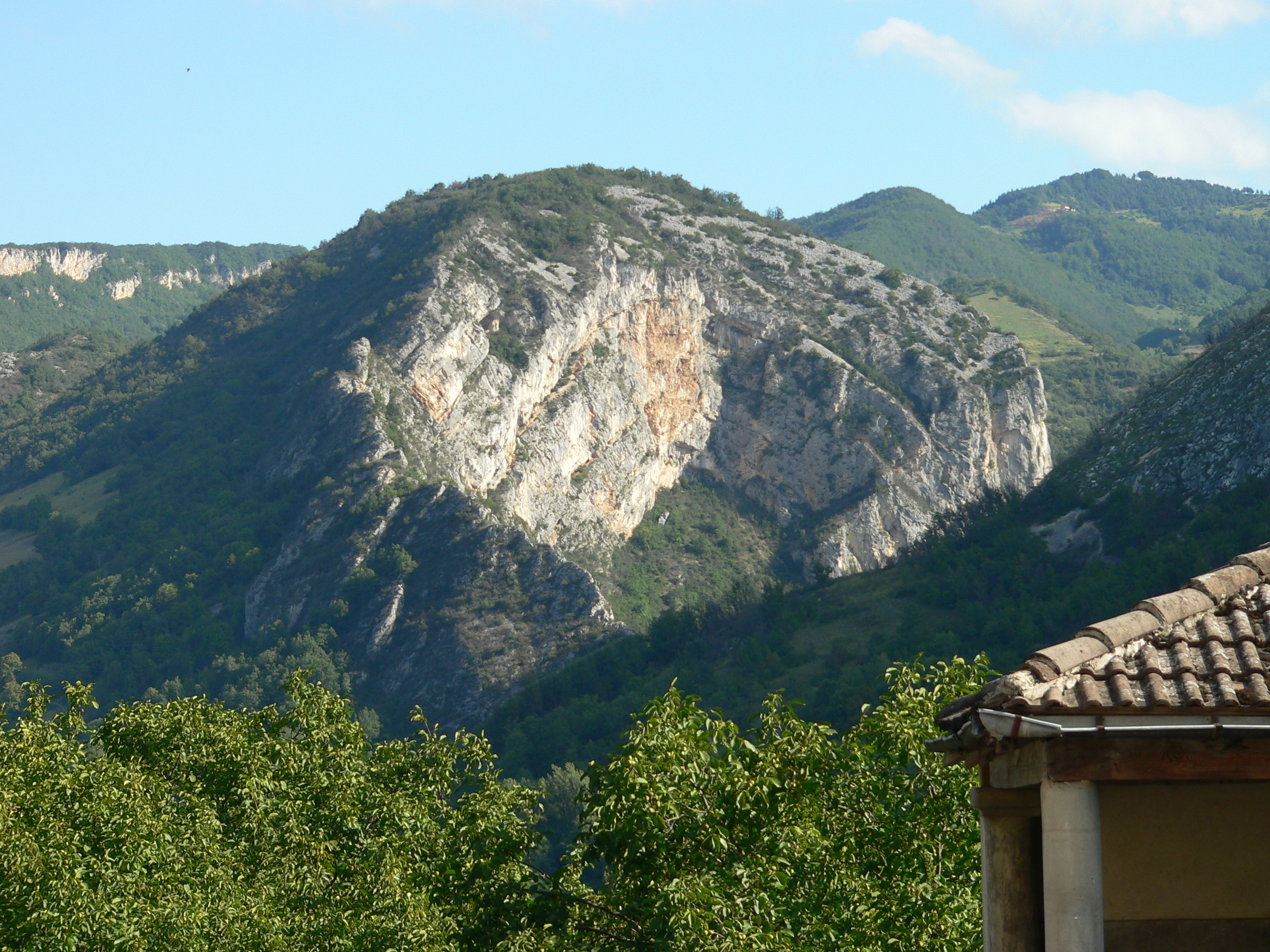
Anticlinal du Royans.

Le Royans est une vaste dépression présentée comme un diverticule oriental de la vallée de l'Isère qui s'enfonce vers le sud, vers la partie occidentale du massif du Vercors. Cette dépression correspond à un val de type jurassien. Les terrains crétacés de la partie occidentale de ce pli affleurent au sud du territoire de la commune de Saint-Nazaire-en-Royans, à la faveur de la montée axiale de la voûte de l'anticlinal des Monts du Matin qui ferment cette partie du Royans.
Dans sa partie sud-orientale, le Royans apparaît comme une barrière de falaises taillée par les débouchés des gorges de la Bourne et de la Vernaison. Cette ligne  dite « d'abrupts » est, en fait, constituée presque totalement par des dalles structurales d'Urgonien, qui plongent vers l'ouest et qui s'enfoncent sous des structures du Tertiaire.

### Climat
La partie septentrionale de la plaine de Valence, où se situe le Royans, bénéficie d'un climat méditerranéen dégradé ou altéré car il est en partie soumis à des influences océaniques et semi-continentales. Les pluies connaissent des maxima de printemps et d'automne d'importance à peu près similaire.

### Hydrographie
Le Royans est un territoire où confluent de nombreuses rivières dévalant les pentes du massif du Vercors dont notamment, la Bourne, la Vernaison, le Cholet et la Lyonne.

#### La Bourne

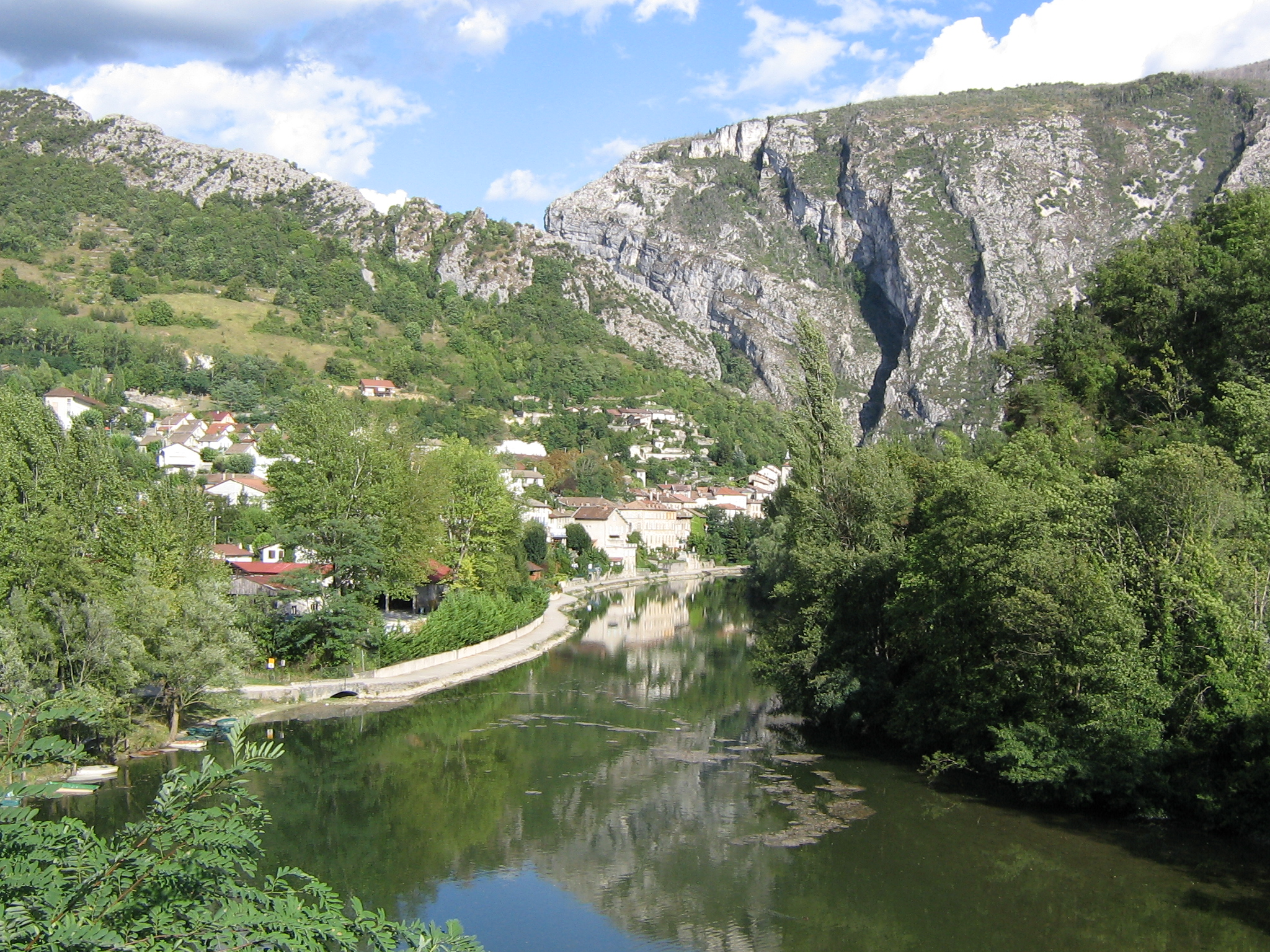
La Bourne à Pont-en-Royans.

L'ensemble du Royans est partagé d'ouest en est par la Bourne, rivière d'une longueur estimée à 43,1 km. Ce torrent prend sa source dans le massif du Vercors, sur le territoire de la commune de Lans-en-Vercors et, en grande partie, joue un rôle de frontière entre les départements de l'isère et de la Drôme.

#### La Vernaison
Ce cours d'eau d'une longueur de 32 km effectue un parcours rectiligne sud nord dans le massif du Vercors, puis effectue un brusque virage à l'ouest pour s'enfoncer profondément dans les Grands Goulets avant de rejoindre la Bourne dans le Royans.

#### La Lyonne
Ce cours d'eau d'une longueur de 21,8 km prend sa source à Bouvante et rejoint la Bourne dans lequel il se jette sur le territoire de Saint-Laurent-en-Royans. Le Cholet en est un affluent, qui surgit d'une résurgence au fond de la Combe Laval, plus grande reculée d'Europe.

## Toponymie
Selon l'historien et archéologue Florian Vallentin, petit fils de l'historien local Jean-Édouard de Laplane, le nom du Royans proviendrait du nom d'un dieu gaulois local dénommé « Rudianos ». Dans l'évolution du latin au francoprovençal et à l'occitan vivaro-alpin (les deux langues parlées traditionnellement dans le Royans), la lettre d va s'amuïr pour souvent disparaître, comme c'est le cas en français (à l'instar du terme latin radius qui donnera le mot rayon), il est donc probable que le nom de « Rudianos » ait pu évoluer vers le nom de Royans.
Ce nom du dieu « Rudianos » (signifiant le « Rouge », le "Rougeaud" en gaulois ; cf les mots gallois et breton ruz et  rhudd « rouge ») a été logiquement transformé en « Mars Rudianus » à l'époque romaine, et on a retrouvé, durant l'époque contemporaine, des inscriptions latines antiques évoquant ce dieu gallo-romain sur le territoire des communes de Saint-Étienne-de-Quint et de Rochefort-Samson, commune de la Drôme située hors du Royans mais qui en est proche.

## Histoire

### Préhistoire
Le secteur de Saint-Nazaire-en-Royans a été peuplé dès la préhistoire. L’homme de Cro-Magnon a habité le site de la grotte de Thaïs à l’époque magdalénienne, dernière phase du Paléolithique supérieur européen, comprise entre 17 000 et 12 000 ans avant le présent. La présence de nombreux objets préhistoriques datant de cette période trouvés sur le site, en attestent. Il s'agit notamment de harpons, grattoirs, os gravés et autres pièces de même nature.

### Antiquité
En 121 av. J.-C., les Allobroges, alliés aux Salluviens et aux Arvernes, se levèrent de nouveau en masse contre les Romains alliés aux Eduens. Une première bataille fut gagnée par le proconsul Gnaeus Domitius, puis une deuxième bataille, lors de laquelle les Eduens sont alliés des Allobroges, des Salluviens et des Arvernes est livrée au confluent du Rhône et de l'Isère, tout proche du Royans. La victoire romaine du proconsul Fabius Maximus permit aux Romains une conquête du pays des Allobroges, et son incorporation à la province romaine de la Narbonnaise.
En 61 av. J.-C., les Allobroges tentèrent un soulèvement général contre les Romains de Marius Lentinus mais les légions romaines réussirent à s'imposer et pacifièrent définitivement toute la région.
Durant la période gallo-romaine, le lieu-dit « Quatre Têtes », situé près de Saint-Nazaire-en-Royans qui domine le confluent de la Bourne et  de l’Isère a pu abriter un oppidum romain qui correspondrait à l’emplacement de la ville antique de Ventia.

### Moyen Âge et Renaissance
Le Royans fut pris en domination par un des seigneurs assemblés dans la campagne de reconquête au Xe siècle du territoire occupé par les Sarrazins et appelé "de Peyrins" et "de Royans", mais fut très vite divisé par héritage. La partie nord échut aux Bérenger puis aux Sassenage, reconnus vassaux du Dauphin de Viennois Humbert II juste avant le transfert du Dauphiné de Viennois au fils du roi de France. Elle regroupait le canton actuel de Pont-en-Royans, mais aussi les territoires de Saint-Laurent-en-Royans et Sainte-Eulalie-en-Royans.
Les guerres de religion qui se déroulèrent au cours de la deuxième moitié du XVIe siècle ravagèrent le secteur de Saint-Nazaire-en-Royans qui fut occupé par les huguenots en 1562, puis de nouveau en 1565, entraînant l'incendie de l'église, jusqu'à ce qu'en 1580 le duc Charles de Mayenne, amiral de France et commandant l'armée royale en Dauphiné, ne les chasse de la place.

### Temps modernes
Vers 1680, cette seigneurie régie par les barons de Sassenage, devint un marquisat de la province du Dauphiné. La partie sud échut à la famille des Poitiers dits Valentinois. Elle fut rattachée brièvement au nord vers 1750, par héritage contesté de Tallard Duc d'Hostun, dans le fonds des Sassenage. Au XVIIIe siècle, Saint-Jean-en-Royans gagna de l'importance par un développement industriel et supplanta les deux bourgs de Pont-en-Royans et Saint-Nazaire-en-Royans.

### Époque contemporaine
Au XXe siècle, dans les années 1950, la construction du barrage EDF sur l'Isère a eu pour conséquence la création  d'un lac artificiel sur la Bourne.

## Économie

### Agriculture
Le Royans se trouve dans le territoire de l'AOC de la noix de Grenoble, la culture de cette dernière y occupe donc une place très importante.

### Tourisme
Le Royans attire les touristes depuis la fin du XVIIIe siècle (tels que l'écrivain grenoblois Stendhal) en raison de ses gorges, ses combes, ses routes prestigieuses à travers les gorges de la Bourne et les Petits et les Grands Goulets de la Vernaison (célébrées depuis le XIXe siècle par le Touring Club de France et toujours par le Guide Michelin), ses truites.
Aujourd'hui de surcroît, le musée de l'eau de Pont-en- Royans, les grottes de Choranche, l'aqueduc de Saint-Nazaire-en-Royans, la grotte de Thaïs et le bateau à aubes sur l'Isère et, plus récemment, le Couvent des Carmes de Beauvoir-en-Royans, constituent des attractions fréquentées. La région se prête aussi à l'escalade grâce à ses hautes falaises calcaires.

## Patrimoine et culture

### Patrimoine architectural

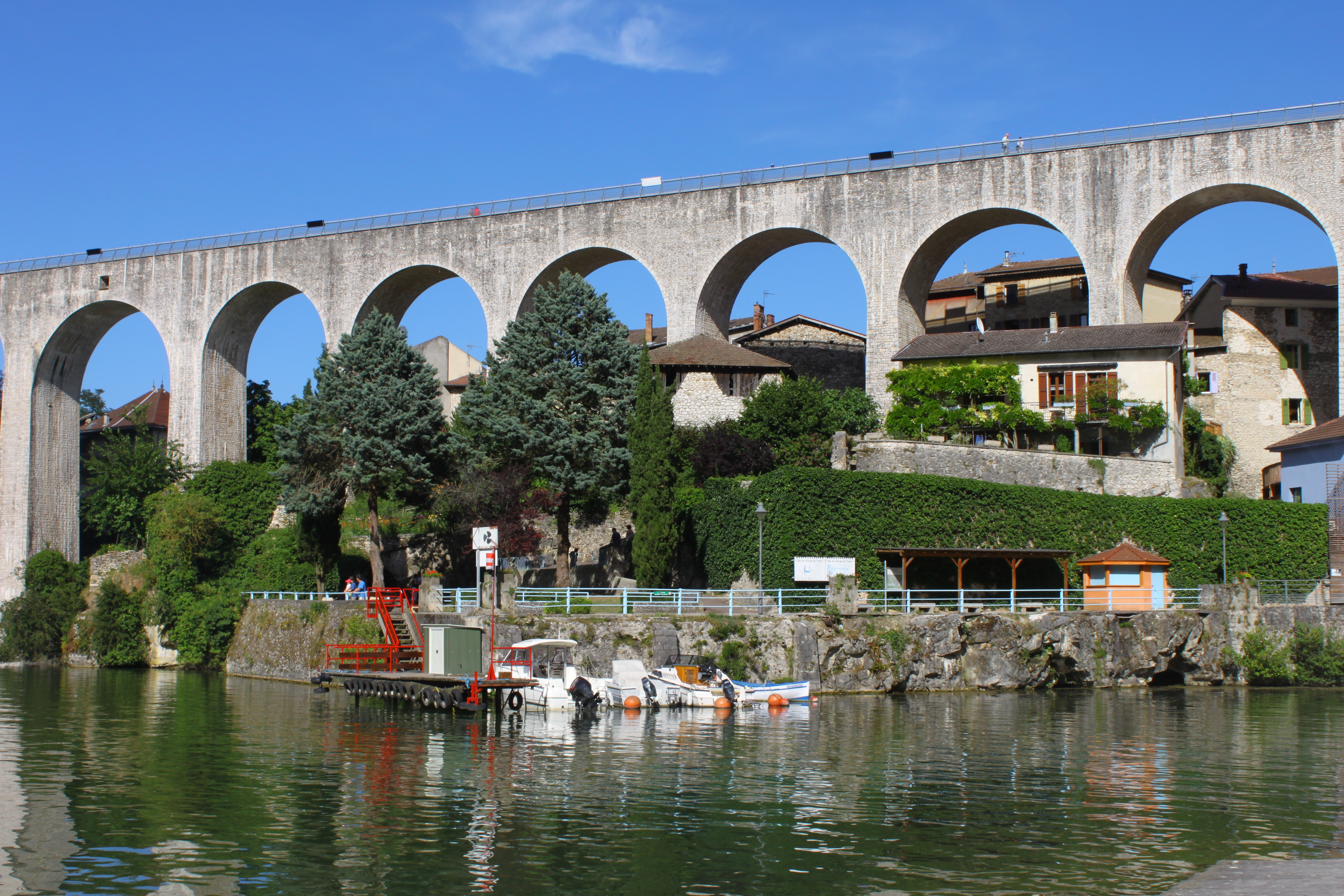
Aqueduc de Saint-Nazaire-en-Royans

- Aqueduc de Saint-Nazaire-en-Royans

L'aqueduc construit en 1876 (le canal de la Bourne) est aménagé en voie piétonne. Haut de 35 mètres et long de 235 mètres il permet d'avoir une vue globale sur une partie du Royans, la vallée de la Bourne et le Vercors. Un ascenseur panoramique permet d'y accéder. Il surplombe le village et le lac.
- Village de Pont-en-Royans

Ce village présente une architecture médiévale du XVIe siècle, célèbre pour ses maisons colorées et suspendues à flanc de vallée.
- Château de Beauvoir à Beauvoir-en-Royans
- Couvent des Carmes à Beauvoir-en-Royans
- Château de Champeverse à Beauvoir-en-Royans

### Patrimoine gastronomique

#### La raviole du Dauphiné

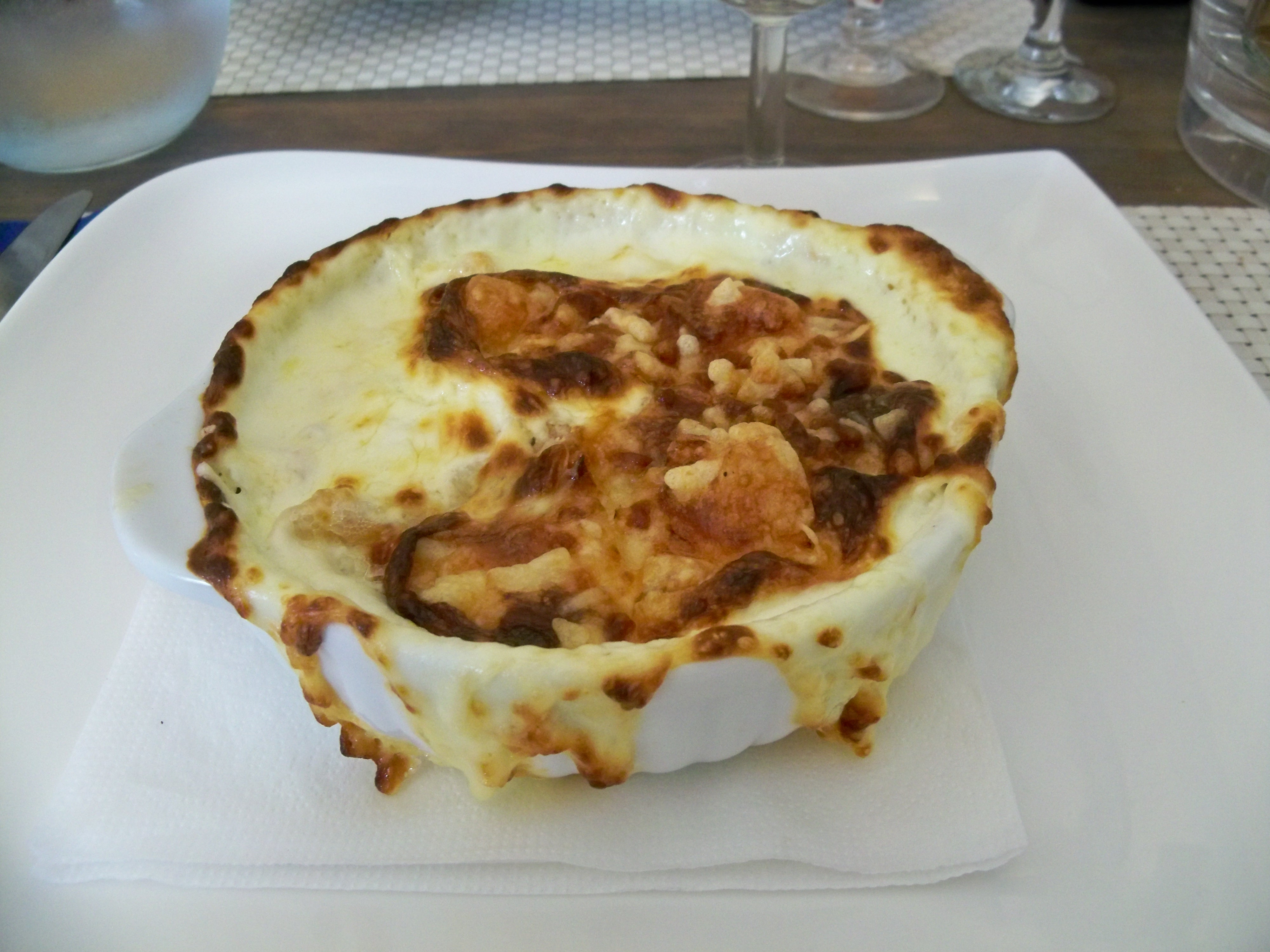
Gratin de ravioles

La raviole du Dauphiné est une spécialité gastronomique commune au pays de Romans et au Royans. La raviole est composée d'une pâte de farine de blé tendre, d’œuf et d’eau qui entoure une farce à base de comté AOC ou d'emmental français est-central de fromage blanc au lait de vache et de persil revenu au beurre.
Les ravioles peuvent se déguster pochées à l'eau ou dans un bouillon de poule, grillées à la poêle, en gratin ou en salade.
Les communes du Royans concernées par l'aire géographique de production sont pour la Drôme : Bouvante, La Motte-Fanjas, Oriol-en-Royans, Rochechinard, Sainte-Eulalie-en-Royans, Saint-Jean-en-Royans, Saint-Laurent-en-Royans, Saint-Martin-le-Colonel, Saint-Nazaire-en-Royans, Saint-Thomas-en-Royans; et pour l'Isère : Auberives-en-Royans, Beauvoir-en-Royans, Châtelus, Pont-en-Royans et Saint-André-en-Royans.

### Patrimoine culturel et traditions orales

#### Musées et Sites

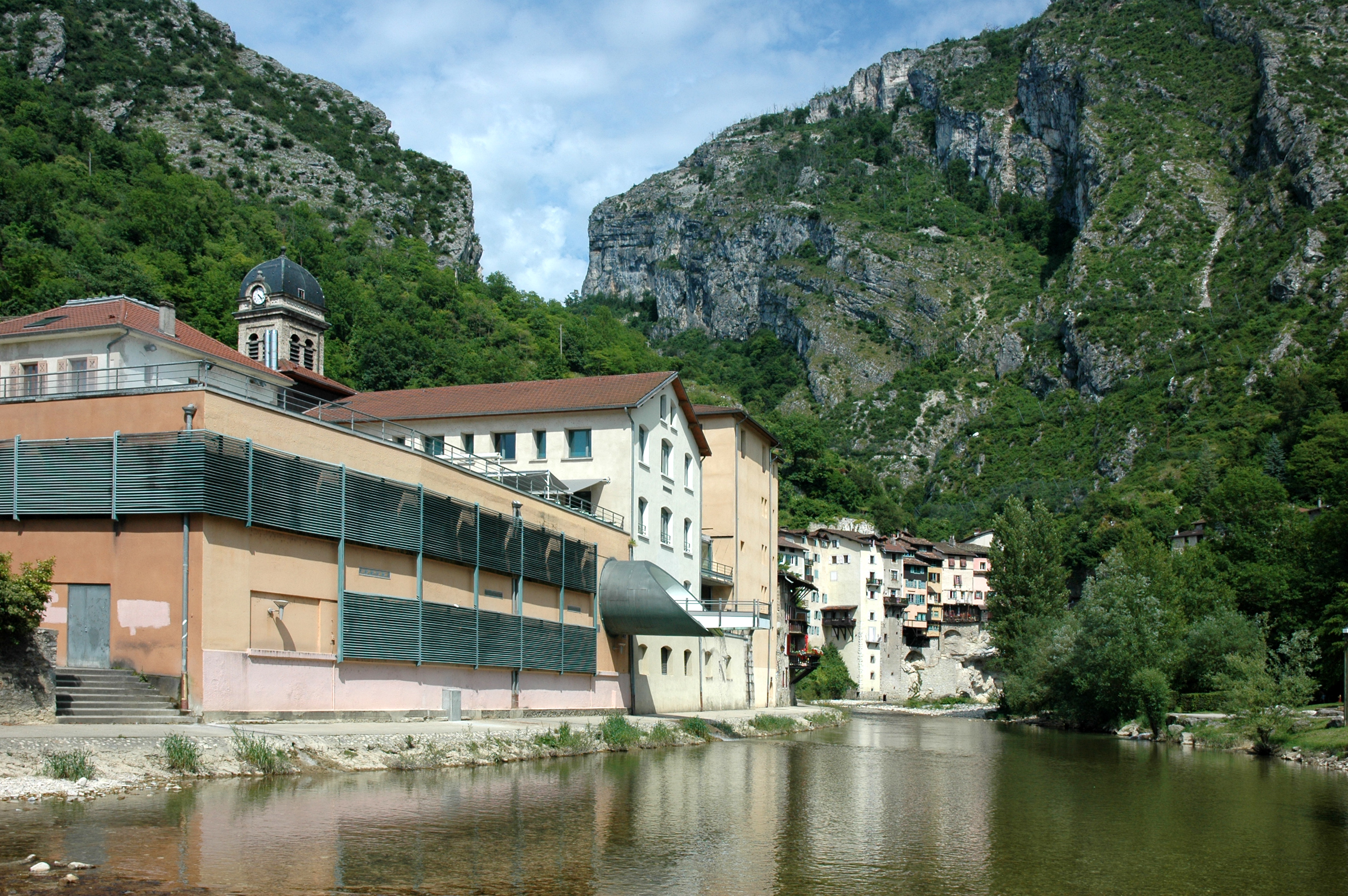
Le musée de l'eau de Pont-en-Royans

- Le musée de l'eau de Pont-en-Royans

Situé au centre de la commune et le long de la principale rivière du Royans, la Bourne, ce musée d'une surface de près de 4 000 m2, propose aux visiteurs de redécouvrir cette ressource naturelle parfois maltraitée par l'homme et pourtant indispensable à sa survie au travers d'une muséographie interactive, ludique et pédagogique.
- Le Couvent des Carmes de Beauvoir-en-Royans

Restauré en 2009 par la communauté de communes de la Bourne à l'Isère, ce site abrite abrite deux musées dont le « Musée de la flore du Vercors » et le « Musée des Dauphins ».
- Le Musée du Royans de Rochechinard

Situé au pied des ruines d'un château médiéval, ce musée est consacré à la mémoire du terroir, du patrimoine et des coutumes locales.

#### La langue locale
Le territoire du Royans se situe au sud-ouest de Grenoble et donc à la rencontre des zones des patois dauphinois, laquelle appartient au domaine des langues dites francoprovençales ou arpitanes, mais aussi de l'occitan, dite aussi langue d'oc.
L'occitan parlé dans le sud de l'ancienne région Rhône-Alpes possède donc des traits communs avec l'arpitan. Cette forme particulière du nord occitan est dénommé le vivaro-alpin, également parlé en Provence-Alpes-Côtes d'Azur et dans le piémont italien.

### Dans les arts et la culture

#### Au cinéma
- Film tourné à Saint-Jean-en-Royans et ses environs

2001 : Une hirondelle a fait le printemps de Christian Carion